# Diocesi di Vico Equense

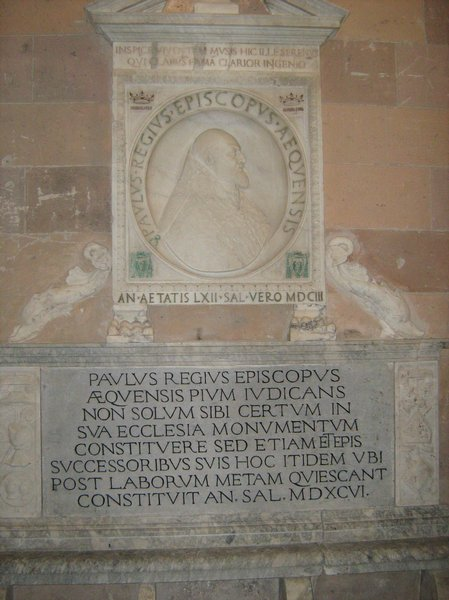
Tomba dell'illustre vescovo di Vico Equense Paolo Regio (1583-1607).

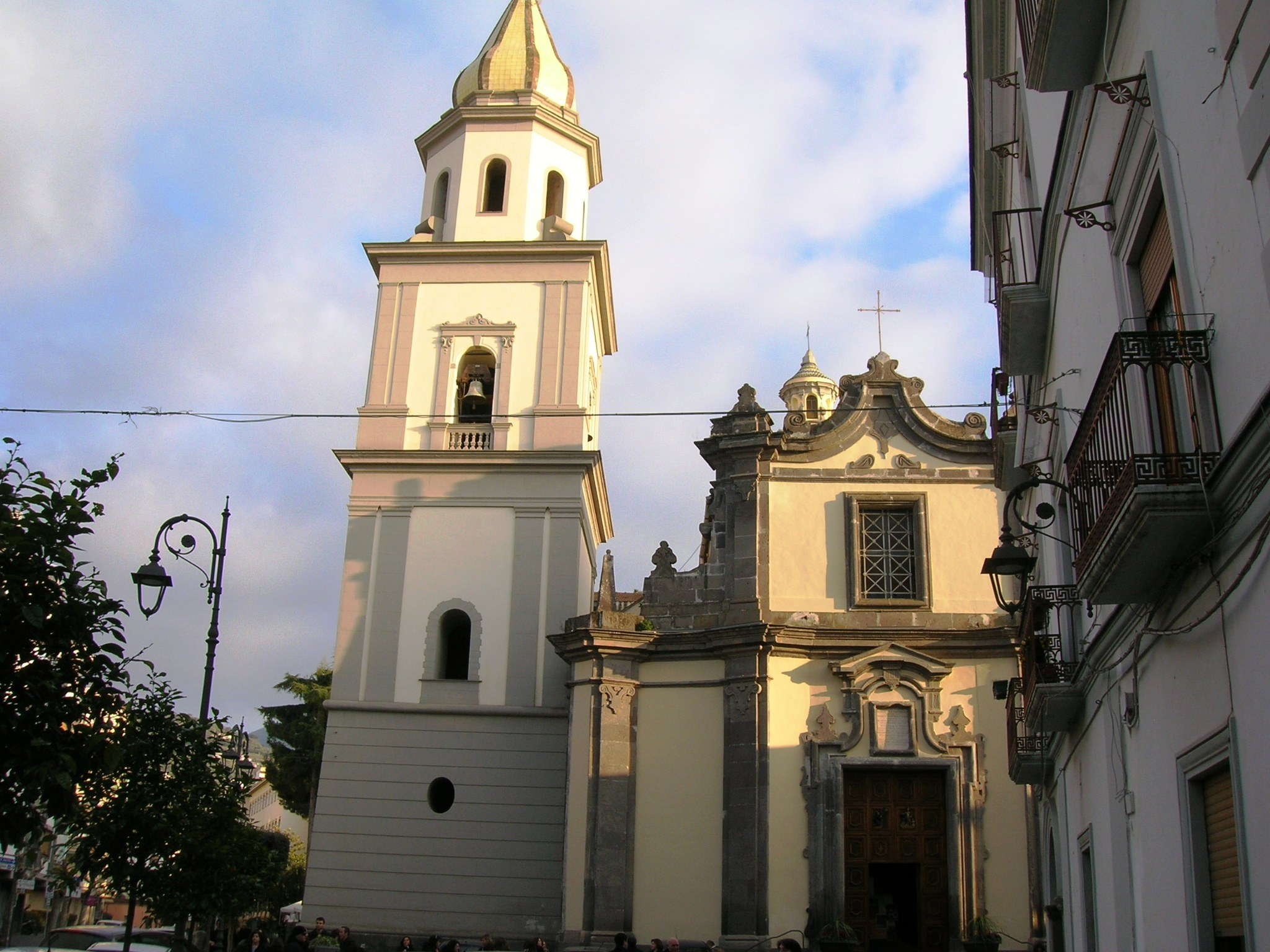
La chiesa parrocchiale dei Santi Ciro e Giovanni a Vico Equense.

La diocesi di Vico Equense (in latino: Dioecesis Vicana) è una sede soppressa e sede titolare della Chiesa cattolica.

## Territorio
La diocesi comprendeva 12 parrocchie, tutte racchiuse oggi nel territorio del comune di Vico Equense:
- la parrocchia dei Santi Ciro e Giovanni a Vico Equense;
- la parrocchia di San Marco a Seiano;
- la parrocchia di San Giovanni Battista a Massaquano;
- la parrocchia di San Michele Arcangelo a Ticciano;
- la parrocchia della Natività di Maria Santissima a Pacognano;
- la parrocchia di San Giovanni Evangelista a Bonea;
- la parrocchia di Sant'Andrea Apostolo a Preazzano;
- la parrocchia dei Santi Pietro e Paolo a Montechiaro;
- la parrocchia dei Santi Pietro e Paolo a Fornacelle;
- la parrocchia di Sant'Antonino ad Arola;
- la parrocchia di San Renato a Moiano;
- la parrocchia del Santissimo Salvatore a San Salvatore.

Sede vescovile era la città di Vico Equense, dove fungeva da cattedrale la chiesa della Santissima Annunziata.
Patroni della diocesi erano i santi Ciro e Giovanni, martiri alessandrini commemorati il 31 gennaio.

## Storia
Incerte sono le origini della diocesi, attestata a partire dall'inizio del XII secolo. Una diocesi Aequana compare infatti per la prima volta nella bolla del 7 febbraio 1110 con cui l'arcivescovo Barbato di Sorrento confermava al vescovo Gregorio di Stabia i suoi possedimenti, ad eccezione di quelli di pertinenza dei vescovi di Aequa e di Massa Lubrense. La diocesi compare ancora nel Liber Censuum della Chiesa romana della fine del XII secolo. È presumibile perciò che la diocesi già esistesse nel corso dell'XI secolo e che fosse suffraganea dell'arcidiocesi di Sorrento.
Malgrado queste antiche attestazioni, il primo vescovo conosciuto, di cui tuttavia si ignora il nome, compare tra i consacratori della chiesa di Santa Maria del Lauro a Sorrento, assieme al metropolita Alferio e ad un anonimo vescovo di Stabia, nel 1206. Dopo un altro vescovo anonimo, documentato dallo storico tedesco Norbert Kamp nel 1223 e nel 1224, si trova, verso la fine del secolo, il vescovo Bartolomeo,  che ottenne da papa Bonifacio VIII la traslazione della sede vescovile da Equa a Vico Equense; qui fu elevata a cattedrale la chiesa della Santissima Annunziata ad opera del vescovo Giovanni Cimini, che fece edificare anche il palazzo vescovile.
Tra i vescovi di Vico Equense si possono ricordare: Gagliardo (dal 1414), benedettino, già abate di Santa Maria de Olearia di Maiori; Tolomeo Pentangelo (1494-1520), che per primo fece la visita pastorale della diocesi nel 1510; Domenico Casablanca (1558-1564), domenicano, che prese parte al concilio di Trento; Antonio Sacra (1564-1582), pure lui domenicano, conoscitore delle lingue del medio oriente, restauratore del palazzo vescovile; Paolo Regio (1583-1607), uomo di cultura e autore di biografie agiografiche, che celebrò un sinodo diocesano nel 1592 per l'applicazione delle normative tridentine; Luigi Riccio (1627-1643), esperto canonista, autore di diverse opere, di cui alcune postume, su materie di carattere legale e giuridico; Alfonso Sozy Carafa (1743-1751), che eresse il seminario vescovile nel 1748.
L'ultimo vescovo di Vico Equense è stato Michele Natale; avendo aderito alla repubblica napoletana del 1799, fu arrestato, imprigionato nel carcere della Vicaria a Napoli, infine condannato a morte per impiccagione il 20 agosto 1799.
In seguito al concordato del 27 giugno 1818 tra Pio VII e Ferdinando I la diocesi fu soppressa con la bolla De utiliori e il suo territorio passò all'arcidiocesi di Sorrento.
Oggi il vecchio episcopio è sede centrale della scuola media statale Alessandro Scarlatti; il seminario vescovile è sede del seminario arcivescovile e dell’Episcopio dell'arcidiocesi di Sorrento-Castellammare di Stabia intitolato al vescovo di Vico Equense Alfonso Sozy Carafa; e la vecchia curia è sede succursale dell'istituto professionale per i servizi alberghieri e la ristorazione Francesco De Gennaro. Il complesso monumentale della "Santissima Trinità e Paradiso" con annessa chiesa, fondato dai vescovi vicani come monastero di clausura ed educandato femminile, attualmente è di proprietà del MIUR, ed è sede di diverse istituzioni pubbliche e private.
Dal 1968 Vico Equense è annoverata tra le sedi vescovili titolari della Chiesa cattolica; dal 7 ottobre 2021 l'arcivescovo, titolo personale, titolare è Dieudonné Datonou, nunzio apostolico in Burundi.

## Cronotassi

### Vescovi
- Anonimo † (menzionato nel 1206)[4]
- Anonimo † (prima del 1223 - dopo il 1224)[4]
- Bartolomeo † (prima del 1294 - dopo il 1297)[4][5]
- Rodolfo o Landolfo, O.P. † (1301 - 12 agosto 1307 nominato arcivescovo di Acerenza e Matera)
- Pietro d'Andria, O.P. † (13 agosto 1307 - ?)
- Giovanni † (menzionato nel 1324)
- Tessalino Fontana, O.S.B. † (1330 - dopo il 1334)
- Giovanni Cimini † (prima del 1339 - 1343 deceduto)
- Cesario Pianola † (9 giugno 1343 - circa 1348 deceduto)
- Giacomo da Sora, O.F.M. † (3 ottobre 1348 - dopo il 1376)
- Lodovico, O.P. † (prima del 1385 - 1393 deceduto)
- Riccardo Gattola † (5 dicembre 1393 - 1414 deceduto)
- Gagliardo, O.S.B. † (28 settembre 1414 - ? deceduto)
- Giovanni Longo † (4 settembre 1422 - 1451 deceduto)
- Salvatore Mosca † (11 ottobre 1451 - 15 febbraio 1494 deceduto)[6]
- Tolomeo Pentangelo † (19 marzo 1494 - 1520 deceduto)
- Ferdinando Marchesi † (8 agosto 1520 - 1536 deceduto)
- Nicolò Sicardi † (2 giugno 1536 - 1558 deceduto)
- Domenico Casablanca, O.P. † (4 febbraio 1558 - 1564 deceduto)
- Antonio Sacra, O.P. † (17 novembre 1564 - 1582 deceduto)
- Costantino de Lanoya, O.S.B. † (18 giugno 1582 - gennaio 1583 deceduto)
- Paolo Regio † (10 gennaio 1583 - 1607 deceduto)
- Luigi de Franchis, C.R. † (1º ottobre 1607 - 24 gennaio 1611 nominato vescovo di Nardò)
- Girolamo Sarriano, C.R. † (31 gennaio 1611 - 22 aprile 1627 deceduto)
- Luigi Riccio † (20 dicembre 1627 - 6 gennaio 1643[7] deceduto)
- Alessandro Rauli † (23 febbraio 1643 - 23 luglio 1645 deceduto)
- Tommaso Imperato † (27 maggio 1647 - 7 ottobre 1656 deceduto)
- Giovanni Battista Repucci † (19 febbraio 1657 - circa febbraio 1688 deceduto)[8]
- Francesco Verde † (14 giugno 1688 - 19 maggio 1700 dimesso)
- Tommaso d'Aquino, C.R. † (21 giugno 1700 - 15 ottobre 1732 deceduto)
- Carlo Cosenza † (19 dicembre 1732 - 28 maggio 1743 deceduto)
- Alfonso Sozy Carafa, C.R.S. † (15 luglio 1743 - 15 novembre 1751 nominato vescovo di Lecce)
- Vito Antonio Mastandrea † (15 novembre 1751 - 13 febbraio 1773 deceduto)
- Paolino Pace † (10 maggio 1773 - circa 1792 deceduto)
  - Sede vacante (1792-1797)
- Michele Natale † (18 dicembre 1797 - 20 agosto 1799 deceduto)
  - Sede vacante (1799-1818)
  - Sede soppressa

### Vescovi titolari
- Pierre Bertrand Chagué † (2 luglio 1969 - 18 gennaio 1975 nominato vescovo di Gap)
- Jean-François Mathieu Arrighi † (17 aprile 1985 - 1º dicembre 1998 deceduto)
- Alain Paul Charles Lebeaupin † (7 dicembre 1998 - 24 giugno 2021 deceduto)
- Dieudonné Datonou, dal 7 ottobre 2021